# Tayyiba Haneef
Tayyiba Mumtaz Haneef, coniugata Park (Laguna Hills, 23 marzo 1979), è una dirigente sportiva, allenatrice di pallavolo ed ex pallavolista statunitense, nel ruolo di opposto, tecnico delle San Diego Mojo.

## Carriera

### Giocatrice

#### Club
La carriera di Tayyina Haneef, conosciuta anche come Tayyiba Haneef-Park, inizia nei tornei scolastici californiani con la .Gioca poi nella squadra della sua università, la CSU Long Beach, dal 1998 al 2001: proprio nell'anno di esordio, riesce ad aggiudicarsi la NCAA Division I.
Nella stagione 2002-03, gioca per la prima volta da professionista in Italia, a Reggio Emilia. Torna a giocare all'estero, dopo un nuovo periodo in collegiale con la nazionale, nel campionato 2004-05, approdando in Giappone alle Takefuji Bamboo, dove resta per due annate, in V.League. 
Per la stagione 2006-07 si accasa in Russia al Kazanočka, in Superliga, mentre nella stagione seguente si trasferisce in Turchia, dove partecipa alla Voleybol 1. Ligi con l'Eczacıbaşı, vincendo lo scudetto. Nel campionato 2008-09 è nuovamente in Giappone, questa volta difendendo i colori delle Pioneer Red Wings: vi resta una sola annata, infatti, il 21 agosto del 2009 annuncia tramite Facebook il suo ritiro momentaneo per maternità.
Per la stagione 2010-11 viene ingaggiata dall'İqtisadçı, nella Superliqa azera, dove disputa i suoi ultimi due campionati.

#### Nazionale
Terminata l'università rimane in collegiale nazionale, con cui ha esordisce nel 2000, fino al campionato mondiale 2002, dove vince la medaglia d'argento. Nel 2003 vince l'oro al campionato nordamericano e il bronzo sia al World Grand Prix, bissato poi nel 2004, che alla Coppa del Mondo.
In seguito rivince l'oro al campionato nordamericano 2005, dove viene premiata come miglior realizzatrice, e conquista la medaglia d'argento alla Grand Champions Cup 2005. Nell'estate 2007 vince il bronzo ai XV Giochi panamericani, dove riceve il premio per il miglior servizio, l'argento al campionato nordamericano e nuovamente il bronzo alla Coppa del Mondo.
Partecipa quindi ai Giochi della XXIX Olimpiade di Pechino, dove vince la medaglia d'argento. Rientra in nazionale, dopo un break per maternità, vincendo l'argento alla Coppa del Mondo 2011, seguita dalla medaglia d'oro al World Grand Prix 2012 e dalla medaglia d'argento ai Giochi della XXX Olimpiade di Londra, dopo i quali si ritira definitivamente dalla nazionale, dopo aver collezionato ben 263 presenze, e dalla pallavolo giocata.

### Allenatrice
Nell'ottobre 2014 viene nominata assistente allenatrice della squadra di beach volley della Arizona, dove resta un biennio per le annate 2015 e 2016. In seguito diventa allenatrice della squadra femminile e vice allenatrice della squadra maschile della Laguna Hills.
Nel 2019 riceve l'incarico di allenatrice della nazionale statunitense per la NORCECA Champions Cup, dove conquista la medaglia d'oro. Viene poi ingaggiata come allenatrice delle San Diego Mojo, per la Pro Volleyball Federation 2024, ricevendo il premio come miglior allenatrice.

### Dirigente
Nel 2015 viene eletta come direttore per la pallavolo femminile per USA Volleyball. Nel 2018 riceve l'incarico come direttrice amministrativa della squadra di pallacanestro femminile della UC Irvine.

## Palmarès

### Giocatrice

#### Club
- NCAA Division I: 1

1998
- Campionato turco: 1

2007-08

#### Nazionale (competizioni minori)
- Montreux Volley Masters 2004
- Giochi panamericani 2007

#### Premi individuali
- 2001 - All-America First Team
- 2005 - Campionato nordamericano: Miglior realizzatrice
- 2007 - Giochi panamericani: Miglior servizio

### Allenatrice

#### Nazionale (competizioni minori)
- NORCECA Champions Cup 2019

#### Premi individuali
- 2024 - Pro Volleyball Federation: Miglior allenatrice